# Britanska hokejska reprezentanca
Britanska hokejska reprezentanca zastopa Združeno kraljestvo v mednarodnih tekmah v hokeju na ledu.
V dvajsetih, tridesetih in štiridesetih letih je bila ena boljših reprezentanc na svetu, v zadnjih desetletjih pa večinoma igra v drugem kakovostnem razredu svetovnega hokeja, zadnjo medaljo na velikih tekmovanjih je osvojila leta 1938. Na Olimpijskih igrah je osvojila po eno zlato in srebrno medaljo v štirih nastopih, na Svetovnih prvenstev pa eno zlato, dve srebrni in dve bronasti medalji (olimpijske igre vštete) v 45-ih nastopih.